# Långtjärnen (Ramsjö socken, Hälsingland, 689365-149775)
Långtjärnen är en sjö i Ljusdals kommun i Hälsingland och ingår i Ljusnans huvudavrinningsområde.